# Heteromirafra sidamoensis
Heteromirafra sidamoensis là một loài chim trong họ Alaudidae.